# Шатуновская, Ольга Григорьевна
О́льга Григо́рьевна Шатуно́вская (1 марта 1901, Баку — 23 ноября 1990, Москва) — советская политическая деятельница, революционерка, член Комитета партийного контроля при ЦК КПСС, деятель Хрущёвской оттепели, активный участник реабилитации репрессированных.

## Биография
Родилась в Баку, в еврейской семье. Отец — Григорий Наумович Шатуновский (1871—1922), юрист, выпускник Санкт-Петербургского университета.
Член РСДРП(б) с 1916 года. После Февральской революции работала в редакции газеты «Бакинский рабочий». В дни Бакинской коммуны заведовала бюро печати Бакинского совнаркома, была секретарём руководителя Бакинского совнаркома Шаумяна. В 1918—1920 годах была на подпольной работе в Закавказье.
С 1920 года секретарь ЦК комсомола, секретарь райкома компартии Азербайджана, затем на партработе в Брянской губернии. С 1925 года снова в Азербайджане — секретарь райкома, член Бакинского комитета партии. В 1929 году окончила курсы марксизма-ленинизма, была на партработе в Москве: заместитель заведующего и заведующий орготделом МГК ВКП(б), секретарь парткома аппарата МГК ВКП(б), парторг шахт Московской области, член ЦКК ВКП(б).
В ноябре 1937 года была арестована по доносу Багирова, в мае 1938 года ОСО НКВД СССР осуждена по обвинению в «контрреволюционной троцкистской организации» на 8 лет ИТЛ. Срок отбывала на Колыме. В августе 1948 года ОСО МГБ СССР осуждена к ссылке на поселение в Енисейск, в начале 1950-х в Красноярске. В 1954 году вызвана в Москву, реабилитирована 24 мая 1954 года Комиссией по пересмотру дел осужденных и высланных на поселение, восстановлена в КПСС.
В 1956—1962 годах член КПК при ЦК КПСС, занималась вопросами, связанными с реабилитацией репрессированных, в 1960 году активно работала в составе «Комиссии Шверника», созданной Президиумом ЦК КПСС для расследования судебных процессов 1930-х годов. С 1962 года персональный пенсионер.
Награждена орденами и медалями.
Умерла 23 ноября 1990 года. Похоронена в Москве на Введенском кладбище (8 уч.).
Её столетие со дня рождения отметила выехавшая в Германию дочь. Там была издана книга «Об ушедшем веке», в которую вошли неиспользованные записки Шатуновской, адресованные Микояну, некоторые материалы личного архива.
По воспоминаниям Ольги Шатуновской, записанным её детьми и внуками, Григорий Померанц, лично знакомый с Ольгой Григорьевной, написал книгу «Следствие ведёт каторжанка», повествующую об истории её жизни и борьбы со сталинизмом.